# Диоп, Папе (футболист, 2003)
Пап Демба́ Дио́п (фр. Pape Demba Diop; род. 4 сентября 2003, Квакам, Дакар) — сенегальский футболист, полузащитник клуба «Страсбур» и сборной Сенегала.

## Клубная карьера
Диоп начал карьеру в клубе «Диамбарс». В 2022 году Папе подписал контракт с бельгийским «Зюлте-Варегем». 21 декабря 2022 года в поединке Кубка Бельгии против «Дейнзе» Диоп дебютировал за основной состав. 27 декабря в матче против «Сент-Трюйдена» он дебютировал в Жюпиле лиге.

## Международная карьера
В 2023 году в составе молодёжной сборной Сенегала Диоп выиграл молодёжный Кубок Африки в Египте. На турнире он сыграл в матчах против сборных Нигерии, Мозамбика, Египта, Бенина, Туниса и Гамбии. В поединках против мозамбикцев, египтян и тунисцев Папе забил 5 мячей и стал лучшим бомбардиром турнира.

## Достижения
Международные
 Сенегал (до 20)
- Победитель молодёжного Кубка Африки — 2023

Индивидуальные
- Лучший бомбардир молодёжного Кубка Африки (5 голов) — 2023